# Magoúla (ort i Grekland, Peloponnesos, Lakonien)
Magoúla (Magoula) är en ort i Grekland.   Den ligger i prefekturen Lakonien och regionen Peloponnesos, i den södra delen av landet, 150 km sydväst om huvudstaden Aten. Magoúla ligger 239 meter över havet och antalet invånare är 1 545.
Terrängen runt Magoúla är varierad. Runt Magoúla är det ganska tätbefolkat, med 199 invånare per kvadratkilometer. Närmaste större samhälle är Lakedaimon, 2,3 km öster om Magoúla. 